# Emilio Frey
Emilio Frey (* 2. Februar 1872 in Baradero, Argentinien; † 29. Mai 1964 in Bariloche, Argentinien) war ein schweizerisch-argentinischer Topograph.

## Leben
Emilio Enrique Frey wuchs in Baradero, Provinz Buenos Aires, als ältestes von neun Kindern auf. Sein Schweizer Vater war 1863 nach Argentinien ausgewandert, um sich der Schweizer Kolonie in Baradero anzuschliessen, welche als erste in Argentinien Ackerbau betrieb. Vater Frey heiratete 1870 Bernabela Borda, eine Einheimische. 
Die Ausbildung erhielt Sohn Frey in der Schweiz, wo er von 1884 bis 1892 anfänglich bei seinem Grossvater Rudolf Frey in Zürich wohnte. Dann absolvierte er das Technikum im Winterthur, heute Teil der Zürcher Hochschule für Angewandte Wissenschaften. Dort erwarb er sich das Rüstzeug als Topograph.
Ab 1896 konnte er seine in Europa erworbenen Kenntnisse als Mitglied der Comisión de Limites Argentina-Chile unter der Leitung von Francisco P. Moreno anwenden. Diese Kommission wurde von der argentinischen Regierung mit der Grenzbereinigung in der Andenregion beauftragt. Topographische wie auch geologische Kenntnisse waren gefragt, weil die Wasserscheide zwischen Abflüssen in den Atlantik, respektive Pazifik nicht nur nach damaligem Stand, sondern auch auf Grund vorheriger erdmechanischer Veränderungen zu beurteilen war. Deshalb wirkte teilweise auch Santiago Roth auf den entsprechenden Expeditionen mit, welcher ursprünglich ebenfalls der Schweizer Kolonie in Baradero angehörte und als Paläontologe bekannt wurde. 
Auf mehreren Expeditionen erstellte Frey topographische Karten der Andenregion im umstrittenen Grenzgebiet zu Chile. Er entdeckte u. a. die Seen Cholila, Rivadavia und Epuyen. Einen durch ihn neu entdeckten See nannte Frey Lago Las Ranas. Nach einer späteren Reise an denselben See zusammen mit dem US-amerikanischen Geologen Bailey Willis im Jahr 1913 beantragte Bailey, diesen See nach dessen Entdecker Lago Frey zu nennen.
Der argentinische Landwirtschaftsminister Ramos Mejia berief 1910 eine Kommission zur Erforschung der Hydrologie in Nord-Patagonien mit Willis als Leiter und Frey als argentinischen Stellvertreter.
1912 heiratete Frey die Schweizerin Rosa Maria Schumacher.
Nachdem Moreno als Dank für die im Grenzkonflikt mit Chile geleisteten Dienste vom argentinischen Staat Ländereien geschenkt erhielt, übertrug er 1903 einen Teil von 7000 h in der Gegend des Lago Nahuel Huapi zurück an Argentinien mit der Auflage, dort ein Naturreservat einzurichten. Daraus entstand 1934 der Nahuel Huapi Nationalpark, zu dessen ersten Direktor Frey ernannt wurde. 1981 wurde dieser Nationalpark von der UNESCO zum Welterbe erklärt.
Frey wurde als Mitgründer 1931 erster Präsident des Club Andino Bariloche, des ersten Bergsteigervereins in Argentinien mit Sitz in San Carlos de Bariloche. Er leitete diesen Verein während 30 Jahren und war eine der bedeutendsten Persönlichkeiten im aufstrebenden neuen Ort Bariloche. Zu seinen Ehren wurde später eine Bergschutzhütte im Nationalpark nach ihm benannt (Refugio Ing. Emilio Frey).